# SUSE Studio
SUSE Studio は openSUSE, SUSE Linux Enterprise Server 用に提供された、オンラインアプライアンス作成ツール、サービスである。SUSE Linux を使った仮想化アプライアンス、Live CD/USB などを容易にデザインし、アプライアンスとして実装することができる。2018年2月15日にサービスは停止しopenSUSE Build Serviceに統合された。

## アカウント
アカウントは Novell/SUSE/Micro Focus のアカウントのみならず、Google, Yahoo, Twitter, Facebook, OpenID のアカウントを利用する。

## テンプレート
SUSE Studio では、openSUSE または SUSE Linux Enterprise Server をベースとして選択し、次のテンプレートから基本的なビルドを行う。
- JeOS (Just enough OS)[2]
- Server
- GNOME Desktop
- KDE Desktop

## ビルド
アプライアンスとしては次の形式でビルドされる
- Live CD / DVD (.iso)
- Preload ISO (.iso)
- VMware Workstation / VirtualBox (.vmdk)
- OVF Virtual Machine / ESXi (.ovf)
- Xen guest (.img)
- SUSE Cloud / OpenStack / KVM (.qcow2)

ビルドされたイメージは tar.gz 形式で圧縮され、ダウンロード、アプライアンス実装することができる。

## ギャラリー
ビルドされたアプライアンスは gallery に公開することができる。人気のあるビルドでは、ダウンロードした後、利用目的に適応したカスタマイズを行うことができる。

## 利用例
Zabbix Appliance は openSUSE を基本に SUSE Studio によってビルドされ公開されている。

## 参照
1. ↑  http://blog.susestudio.com/2017/11/shut-down-of-suse-studio-at.html
2. ↑  https://www.suse.com/ja-jp/products/susestudio/features/jeos.html
3. ↑  http://www.zabbix.com/download.php